# Saint-Evroult-Notre-Dame-du-Bois
Saint-Evroult-Notre-Dame-du-Bois település Franciaországban, Orne megyében. Lakosainak száma 440 fő (2022. január 1.). Saint-Evroult-Notre-Dame-du-Bois Beaufai, Cisai-Saint-Aubin, Échauffour, La Gonfrière, Orgères, Saint-Pierre-des-Loges, Touquettes, La Trinité-des-Laitiers és La Ferté-en-Ouche községekkel határos.

## Népesség
A település népessége az elmúlt években az alábbi módon változott:
| Lakosok száma | 457  | 457  | 485  | 454  | 448  | 442  | 441  | 440  | 440  |
|               | 2013 | 2015 | 2016 | 2017 | 2018 | 2019 | 2020 | 2021 | 2022 |